# Poppendieck
Poppendieck ist ein Familienname.

## Namensträger
- Mary Poppendieck, US-amerikanische Informatikerin
- Tom Poppendieck, US-amerikanischer Informatiker

Siehe auch:
- Poppendick
- Poppendiecker